# کن یامامورا
کن یامامورا (انگلیسی: Ken Yamamura؛ زادهٔ ۲۱ ژانویهٔ ۱۹۸۶) بازیگر اهل ژاپن است.
از فیلم‌ها یا برنامه‌های تلویزیونی که وی در آن نقش داشته‌است می‌توان به آزمایش بازی، پرنده زلزله، و تتریس اشاره کرد.